# 走出非洲
《走出非洲》（英語：Out of Africa）是1985年出品的一部美国电影，导演是薛尼·波勒，主演勞勃·瑞福、梅麗·史翠普和克勞斯·馬利亞·布朗道爾。
该片先后获得过28个电影奖，其中包括奧斯卡金像獎的七项奖。

## 剧情
该片根据丹麦女作家凱倫·白列森（笔名 Isak Dinesen ）的自传和其他参考资料改编而成，讲述1914年至1931年之间，女主角从欧洲到当时的英国殖民地肯尼亚安家置业，结婚又分手，后来又爱上猎手Denys，最后回到欧洲的故事。

## 角色
- 勞勃·瑞福 飾 丹尼斯·芬奇·海頓（英语：Denys Finch Hatton）
- 梅麗·史翠普 飾 凱倫·白列森
- 克勞斯·馬利亞·布朗道爾（英语：Klaus Maria Brandauer） 飾 布朗·布利克森（英语：Bror von Blixen-Finecke）／漢斯·布利克森
- 麥可·凱欽（英语：Michael Kitchen） 飾 Berkeley Cole
- 馬利克·鮑恩斯（Malick Bowens） 飾 Farah
- 約瑟夫·蒂亞卡（Joseph Thika） 飾 Kamante
- 斯蒂芬·金延朱（Stephen Kinyanjui） 飾 Kinanjui
- 麥可·高福 飾 德拉米爾男爵（英语：Hugh Cholmondeley, 3rd Baron Delamere）
- 蘇珊娜·漢密爾頓（英语：Suzanna Hamilton） 飾 Felicity
- 瑞秋·凱姆普森（英语：Rachel Kimpson） 飾 Lady Belfield
- 格雷厄姆·克勞登（英语：Graham Crowden） 飾 Lord Belfield
- 班尼·楊（英语：Benny Young） 飾 Minister
- 萊斯里·菲力普（英语：Leslie Phillips） 飾 約瑟夫爵士（英语：Joseph Byrne (British Army officer)）
- 安娜貝爾·莫爾（英语：Annabel Maule） 飾 Lady Byrne
- Dr. Steven Kee 飾 Extra
- 伊曼 飾 Mariammo
- [lora]

## 奖项

### 第58届奥斯卡
获奖
- 最佳影片
- 最佳导演（薛尼·波勒）
- 最佳艺术指导（史蒂芬·B·格萊姆斯（英语：Stephen B. Grimes）、喬西·馬卡文（英语：Josie MacAvin））
- 最佳摄影（大衛·沃特金（英语：David Watkin (cinematographer)））
- 最佳改编剧本（科特·路德特克（英语：Kurt Luedtke））
- 最佳音乐
- 最佳音响

提名
- 最佳女主角（梅麗·史翠普）
- 最佳男配角（克勞斯·馬利亞·布朗道爾（英语：Klaus Maria Brandauer））
- 最佳服装设计（米蘭拉·坎農諾）
- 最佳剪辑（弗雷德里奇·斯坦坎普（英语：Fredric Steinkamp）、威廉·斯坦坎普（英语：William Steinkamp）、彭布羅克·J·賀林（英语：Pembroke J. Herring）、謝爾頓·凱恩（英语：Sheldon Kahn））

### 金球奖
最佳影片、最佳男配角和最佳音乐三个奖。

### 美國電影學會
美國電影學會百年百大
- 2002 AFI百年百大愛情電影 #13
- 2005 AFI百年百大電影配樂 #15